# پلاساژ
پلاساژ یک نظام برون‌مرزی شناخته شده در مستعمرات آمریکای شمالی، فرانسوی و اسپانیایی تاجر برده بود که در آن مردان سفیدپوست اروپایی با زنان رنگین‌پوستان آفریقایی، بومیان آمریکا و نژادهای مختلط وارد یک اتحادیهٔ تولیدمثلی شدند. این اصطلاح از پلسر (به فرانسوی: placer) معنی «قرار داشت به همراهِ…» است. زنان در این نظام به‌طور قانونی همسر مرد شناخته نمی‌شدند و عنوان پلاسی برای آن‌ها در نظر گرفته شده بود. این روابط در بین مردم با نژادهای ترکیبی با عنوان ازدواج دست چپ (به فرانسوی: mariages de la main gauche) شناخته می‌شدند. مردان قراردادهایی ترتیب می‌دادند که طبق آن مایحتاج زن و فرزندانش را تأمین می‌کند و در مواردی که زن بردهٔ فرد به‌شمار می‌رفت در ازای این رابطه آزادی‌اش را به دست می‌آورد. این نظام در تمام دوره‌های استعمار فرانسه و اسپانیا در لوئیزیانا وجود داشت و بعدها بین سال‌های ۱۷۶۹ تا ۱۸۰۳ به اوج خود رسید.
در نیواورلئان که جامعه ثروتمند بود و زمین‌های حاصل‌خیزی داشتند این نظام به‌طور گسترده‌ای اجرا شد. همچنین شهرهای لاتین آمریکا از جمله نچیز و بیلاکسی در میسیسیپی، موبایل در آلاباما؛ سنت آگوستین و پنساکولا در فلوریدا؛ و همچنین سنت دومینگه که امروزه جزئی از کشور هائیتی است، نیز از این نظام تأثیر گرفتند. پلاساژ بخشی از برنامه‌های جهان‌وطنی در نیواورلئانبود.
در سال‌های اخیر، دست کم سه مورخ (از جمله کنت اسلاکسون، امیلی کلارک و کارول شلوتر) در حقیقت داشتن پلاساژ تردید کرده‌اند و بسیاری از ویژگی‌های مطرح شده در آن مثل توپ چهارگوش را افسانه خوانده‌اند. توپ چهارگوش وقایعی اجتماعی است که زن‌های رنگین‌پوست را وارد رابطه‌ای بدون ازدواج با مردان سفیدپوست می‌کند.